# Konstantin Wassiljew (Komponist)
Konstantin Wassiljew (russisch Константи́н Васильев, englische Transliteration Konstantin Vassiliev; * 1970 in Nowoaltaisk, Rajon Perwomaiski, damalige Sowjetunion) ist ein in Deutschland lebender Komponist und Gitarrist.

## Leben
Wassiljew studierte am Konservatorium Nowosibirsk Gitarre bei Arkadi Burchanow und Komposition bei Sergei Tossin. Nach dem Abschluss übersiedelte er nach Deutschland, wo er sein Gitarrenstudium bei Reinbert Evers an der Hochschule für Musik Detmold, Münster, und sein Kompositionsstudium bei Georg Haidu fortsetzte. 1991 organisierte er das Kammerensemble Vassiliev für eine Kombination traditioneller europäischer mit russischen Folkloreinstrumenten, für das er viele Kompositionen und Arrangements schrieb.
Zusammen mit dem Sänger und Rezitator Günter Gall widmet er sich auch der Wiederentdeckung der von den Nazis vertriebenen jüdischen Dichterin Mascha Kaléko.
Wassiljew ist Preisträger des Kompositionswettbewerbs beim Osnabrücker Gitarrenfestival „Open Strings“.

## Werke
- Bergrhapsodie für Gitarre, Eine Raphsodie nach einem Motiv von Alban Berg[1]
- „Den Wolken nach ...“[2]
- Konstantin Vassiliev: Sonata-Fantasy “Smoke of Love” after Shakespeare’s “Romeo and Juliet” und Sonata° auf der CD Sonatas von Roman Viazoskiy, CLCL 102[3]
- Three Lyric Pieces
- Swan Princess
- Wanderer in Time
- Two Russian Pieces (Gitarrenduo)
- Due immagini animate (Gitarre und Harfe)

Gemeinsam komponiert mit Roman Viaszoskiy:
- Fatum
- Forest Paintings: Nr. 1 The Old Oak
- Forest Paintings: Nr. 2 The First Snowdrops
- Forest Paintings: Nr. 3 Dance Of The Forest Ghosts